# 도래미시장
도래미시장(도래미市場)은 대한민국 강원특별자치도 원주시에 위치한 전통시장이다. 원주중앙시장은 원주 중앙동 일대에서 열렸던 5일장을 시초로 설립되었다. 1992년에 화재와 IMF로 재건축이 무산되었다가 2015년에 문화관광형시장으로 선정되었다. 2022년 9월 27일에 '원주중앙시장'에서 '도래미시장'으로 명칭이 변경되었다.

## 사건·사고
원주중앙시장에서는 여러차례 화재가 발생하였었다. 1956년 화재로 328개 점포가 소실되어 1970년 철근콘크리트 구조물로 보수했지만 1992년 또다시 화재가 발생하였다. 그러다 2019년 1월 2일에 다시 화재가 발생하여 소방차 41대가 출동되기도 하였는데 불이 난 지 1시간 30여분 만에 진화되었다.

## 갤러리

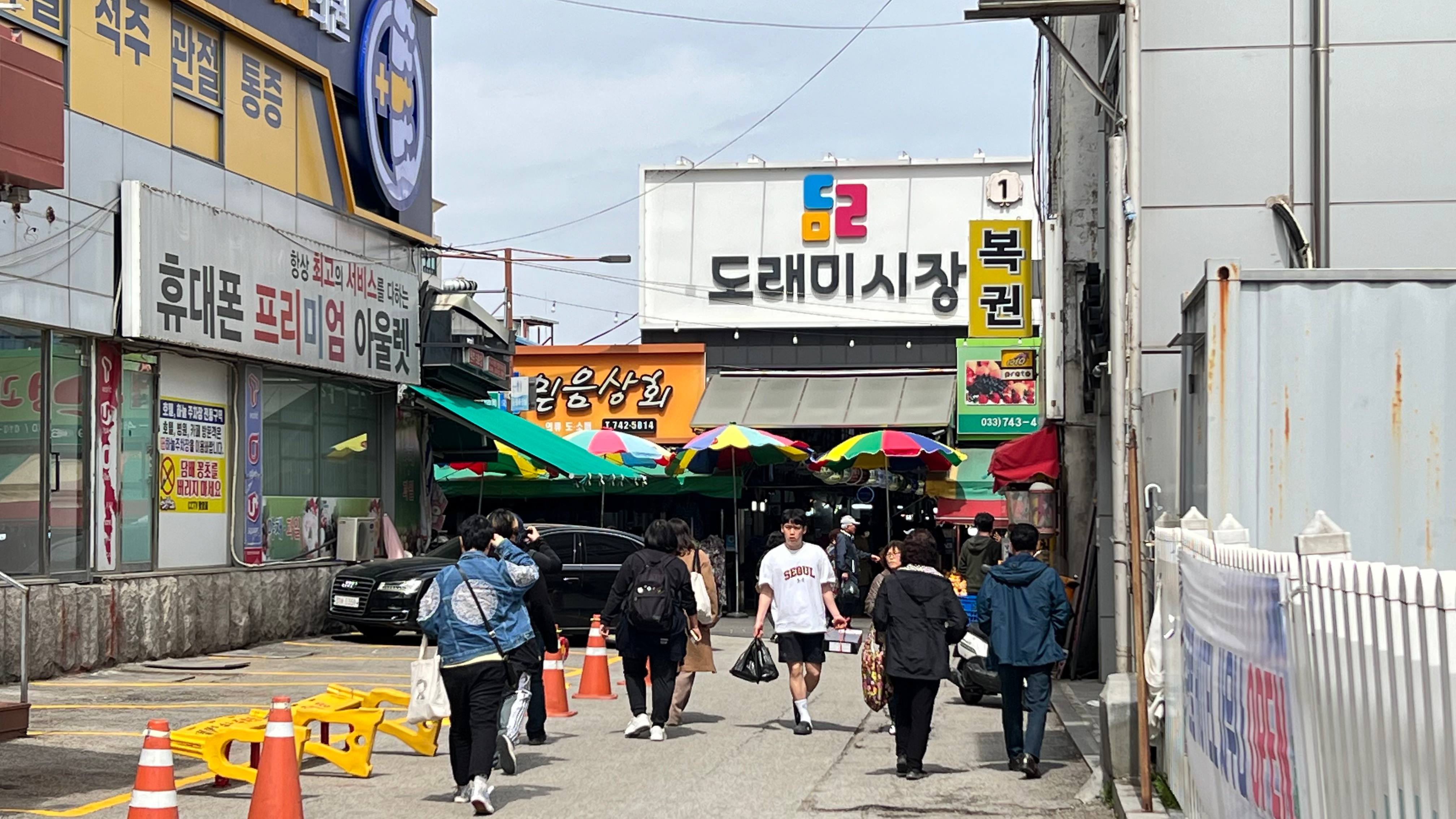
원주 도래미 시장
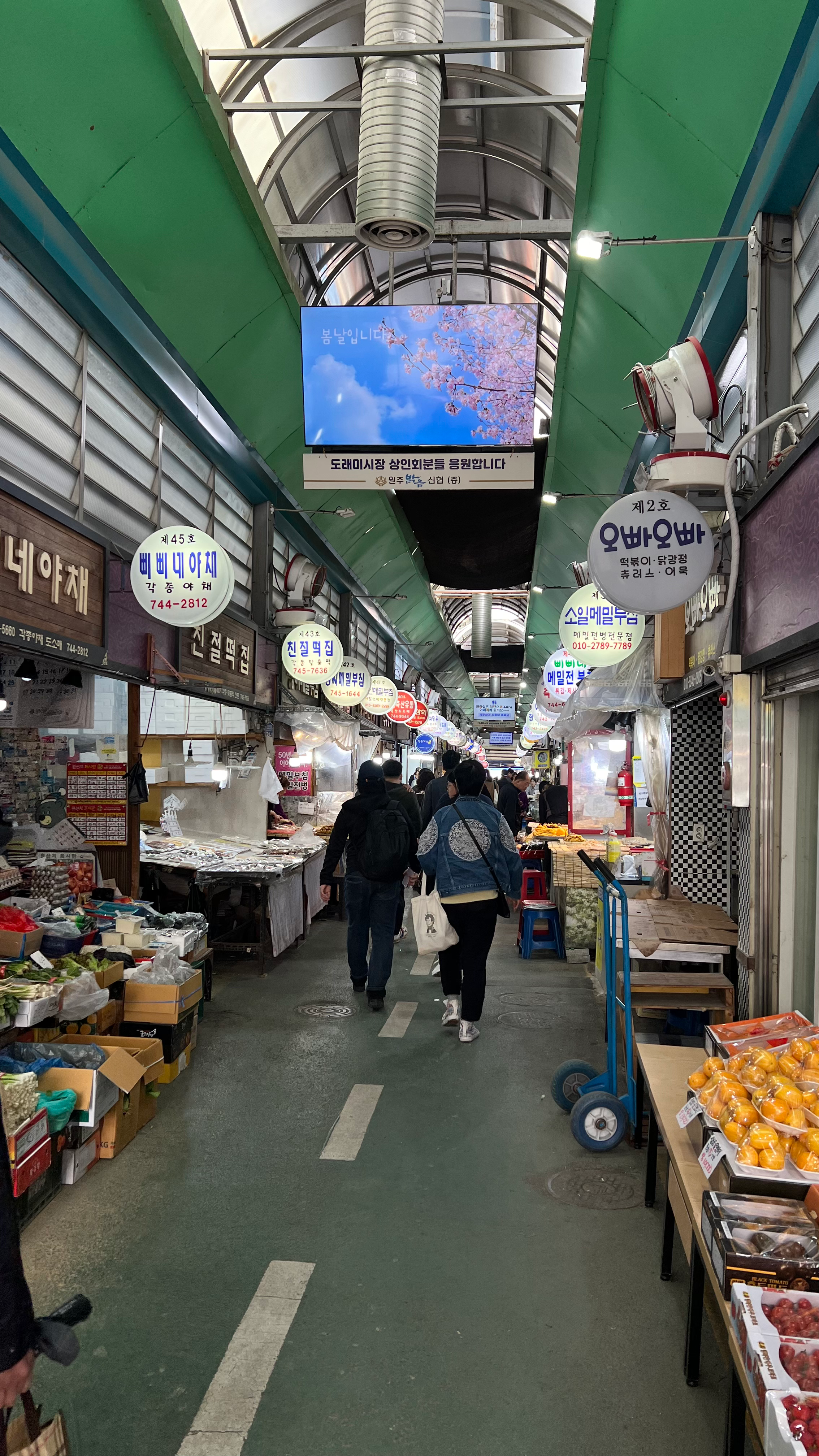
시장 내부
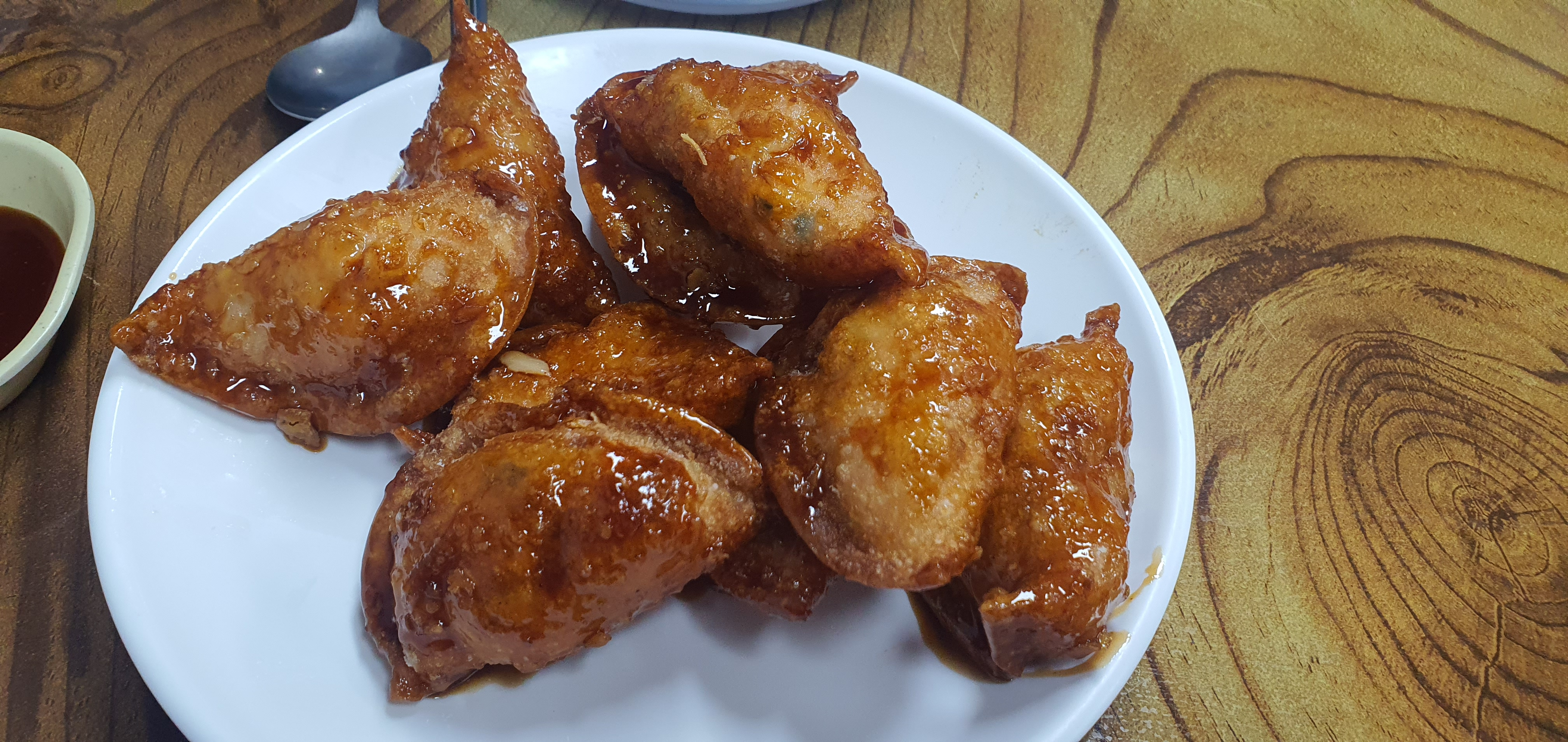
도래미시장의 명물 김치만두